# György Konrád
György Konrád (Berettyóújfalu, 2 april 1933 – Boedapest, 13 september 2019) was een Hongaars-Joods schrijver, die wordt gezien als een van de belangrijkste schrijvers van de twintigste eeuw. Hij stond bekend als een sterk voorstander van individuele vrijheid.

## Jeugdjaren
Konrád werd geboren in het universitair ziekenhuis in Debrecen op 2 april 1933. Hij spendeerde zijn eerst elf jaren van zijn leven in Berettyóújfalu in Oost-Hongarije. Zijn vader József Konrád (1897-1970) was een handelaar. Zijn moeder, Róza Klein (1905-2004) kwam van de Nagyvárad Joodse bourgeoisie. Zijn zus Éva, geboren in 1930, werd bioloog en verhuisde naar New York. Konrád ging naar de lokale Joodse school en één jaar naar de middelbare school tot in 1944.
Na de Duitse bezetting van Hongarije, arresteerden de Gestapo en Hongaarse politieagenten zijn ouders en werden ze gedeporteerd naar Oostenrijk. De twee kinderen slaagden erin met twee neven familieleden in Boedapest te bezoeken. Konrád, Eva en zijn twee neven, István en Pál Zádor overleefden de Holocaust in een huis gesponsord door de Zwitsers. Dit hebben ze te danken aan hun tante Zsófia Vágó.

## Biografie
Konrád studeerde literatuurwetenschappen, sociologie en psychologie aan de Loránd Eötvös Universiteit in Boedapest. Tot 1988 was zijn werk in Hongarije verboden. Konrád was van 1990 tot 1993 voorzitter van de internationale schrijversorganisatie PEN en is, sinds 1997, voorzitter van de Berlijns-Brandenburgse Kunstacademie. Hij is lid van de landelijke raad van de partij SZDSZ. Sinds 1991 was hij voorzitter van het magistraat in Boedapest. Ook was hij in 1991 een van de oprichters van het Democratisch Charter.

## Werk
De schriftuur van Konrád kan worden omschreven als 'autofictie': hij gebruikt elementen uit zijn bewogen leven om een associatieve, meeslepende vertelstijl te ontwikkelen waarin reflecties over politiek, samenleving, individu en persoonlijk levenslot door elkaar worden geweven. Konrád ontkwam als kind ternauwernood aan de uitmoording door de nazi's van alle Joden in het dorp van zijn jeugd, en werd tijdens het communistisch bewind dan weer de mond gesnoerd door de censuur die het 'socialistisch realisme' aan kritische auteurs oplegde. Konrád bleef schrijven en aanvankelijk ondergronds en in het buitenland publiceren, tot hij na de val van het communisme vrijelijk kon reizen, spreken en publiceren. Tijdens de communistische jaren schreef hij samen met Ivan Szelényi 'Die Intelligenz auf dem Weg zur Klassenmacht' (1978), een sociologische studie over de mogelijkheden om intellectuele kritiek te uiten onder een communistisch regime.

## De bezoeker
A látogató (Bezoeker) is Konráds eerste roman. Het geeft de beproevingen weer van de Hongaarse maatschappelijke werker en geeft een vernietigend beeld van de laagste sociale klasse in Boedapest. Het hoofdpersonage is een gewone, eenzame en twijfelende man die de textuur en het bereik van het menselijk ongeluk probeert te vatten. Hij staat altijd paraat om naar de afschuwelijke verhalen van zijn “cliënten” te luisteren en hen te helpen hoe hij maar kan, wat meestal niet veel voorstelt. Het hoofdpersonage is echter niet een gewone observator. Hij raakt beïnvloed door de verhalen van deze “randgevallen”. Zijn angst verandert in stille melancholie wat hem nog bewuster maakt van de ziekelijkheden van zijn patiënten. Ondanks de wanhoop in het boek, is het geladen met een positieve boodschap: het hoofdpersonage gelooft niet in een wondermiddel en is realistisch. Hij gelooft wel dat de mens in staat is de pijn van anderen te verlichten, al is het maar voor een korte tijd. De eerste critici waren sterk onder de indruk van de morele ernst in het verhaal en van de gebruikte stijl. Konrád slaagt erin om via zeer precieze beschrijvingen de werkelijke staat van zaken te portretteren. De observaties van de omgeving spreken als het ware over het achtergebleven leed. De stijl doet denken aan Nouveau roman.

## De stichter van de stad
A városalapító (Stichter van de stad), de tweede roman van Konrád, is meer experimenteel dan het eerste. De grenzen van fictie worden continu verlegd. Het verhaal handelt over een niet-genoemde Europese stad waar de machthebbers veranderen maar de lust naar macht ongewijzigd blijft. Het centrale personage is een jonge architect die alles bekijkt vanuit de visie van zijn beroep. Hij stamt af van een oude generatie van “bouwers”. Als jonge architect was hij enthousiast om de meest gewaagde ideeën van de voorbije geschiedenis uit te proberen. Op oudere leeftijd is hij tevreden met de bescheiden macht die hij bezit en is hij blij dat de jarenlange repressie en normering hem niet ontmenselijkt hebben. De sociale rollen en zelfs het beroep van het hoofdpersonage is ambivalent, waardoor iedereen zichzelf kan herkennen. Feitelijk is de stad zelf de echte protagonist in het verhaal. Het hoofdplein is een symbool van vals heroïsme en reëel lijden.
Konrád wordt opnieuw geprezen voor zijn stilistische behendigheid. Sommige critici menen echter dat hij te ver is gegaan in het verleggen van de grenzen van fictie in zijn verhaal. Hiermee zou een stuk van de impact verloren zijn gegaan.

## De medeplichtige
A cinkos {Medeplichtige), de derde roman van Konrád verschilt zeer sterk van de eerste twee op stijl-en inhoudsvlak. Het boek is een synthese van de geschiedenis in Oost-Europa van de afgelopen zestig jaar. Het hoofdpersonage, een zekere mijnheer T., is doorheen het verhaal een verwend kind, een ondergrondse communist, een gevangene, een kabinetsminister, een student en een psychiatrisch patiënt. Konrád zou zijn inspiratie voor de roman vooral hebben van bezoedelde partijleden, gepensioneerde functionarissen, veteranen... T. is een onafhankelijke intellectueel die zich afzet tegen de machtsactoren, zoals de pre-oorlogse Hongaarse geheime politie, de Russische NKVD en de “beschaafdere” Hongaarse beveiligingsdiensten. De tragedie van Konráds helden is dat ze zichzelf willen identificeren met een groep, een doel of een individu. Tegelijkertijd hechten ze echter groot belang aan hun privacy en vrijheid. Deze innerlijke strijd is zinloos en terwijl ze proberen om hun individuele gedachten te laten oplossen in een soort collectief bewustzijn, beseffen ze dat ze hiervoor hun persoonlijke autonomie en persoonlijkheid moeten opgeven. De protagonist gaat dan min of meer vrijwillig een psychiatrische instelling binnen om zo bevrijd te worden van zijn eigen gedachten, ambities, oordelen,… In het ziekenhuis kan hij volledig één worden met zijn omgeving. In dit toevluchtsoord zijn “ik” en “de wereld” hetzelfde. Hoewel T. op dit punt voldoende reden zou hebben om zelfmoord te plegen, doet hij dit niet en kiest hij doelbewust voor het leven, er volledig van bewust dat het leven voor hem niet meer zal zijn dan de benauwde warmte van het psychiatrisch ziekenhuis.

## Vertalingen
Voor het bredere Nederlandstalige publiek kreeg Konrád in 1989 bekendheid door zijn deelname aan een reeks televisie-interviews (Nauwgezet en wanhopig) voor de VPRO onder leiding van Wim Kayzer.
György Konrád was sindsdien een van de meest vertaalde hedendaagse Hongaarse auteurs. Veel van zijn boeken werden in het Nederlands vertaald, onder meer Tuinfeest (Van Gennep 1989), De Stedebouwer (Van Gennep 1995), Nalatenschap (Van Gennep 1999), Zonsverduistering (De Bezige Bij 2004), Geluk (De Bezige Bij 2004) en Slingerbeweging (De Bezige Bij 2011).
Konrád ontving in 2003 een eredoctoraat van de Universiteit van Belgrado.

## Prijzen
- 1984 - J.G. Herder-Prijs voor zijn verdiensten op het gebied van de culturele betrekkingen tussen Oost en West
- 1985 - Prix Européen de l'Essai Charles Veillon voor Antipolitika
- 1986 - Prijs van de Scandinavische Federatie van Vredeswetenschappers
- 1986 - Südwestfunkpreis der Literatuurwetenschappers
- 1989 - Maecenas Prijs (Boedapest)
- 1990 - Manès-Sperber Prijs
- 1991 - Vredesprijs van de Duitse Boekhandel
- 2001 - Internationale Karelsprijs Aken

## Vertalingen
- 1974 - De bezoeker (roman) (vertaald door Hans Hom)
- 1986 - De medeplichtige (roman) (vertaald door Jan Versteeg) (ISBN 906012670X)
- 1988 - Tuinfeest (roman) (vertaald door Henry Kammer) (ISBN 9060127714)
- 1990 - Langzame opmerkingen in een snelle tijd. Berichten uit Boedapest en elders (vertaald door Erzsó Alföldy et al.) (ISBN 9060128478)
- 1992 - Melinda en Dragomán (roman) (vertaald door Peter Masthoff) (ISBN 9060128982)
- 1995 - De stedebouwer (roman) (vertaald door Peter Masthoff en Minne Buwalda) (ISBN 9060129598)
- 1996 - De stenen klok (roman) (vertaald door Henry Kammer) (ISBN 9055150800)
- 1997 - De oude brug. Dagboekaantekeningen en overpeinzingen uit de jaren tachtig en negentig (vertaald door Ineke Molenkamp-Wiltink) (ISBN 9055150207)
- 1999 - De oorlog in Joegoslavië. (En wat erna kan komen) (vertaald door Peter Masthoff) (ISBN 905515251X)
- 1999 - Amsterdam (vertaald door Györgyi Dandoy) (ISBN 9055152439)
- 1999 - Nalatenschap (roman) (vertaald door Mari Alföldy) (ISBN 905515220X)
- 2001 - De onzichtbare stem (essays) (vertaald door Györgyi Dandoy) (ISBN 9055152579)
- 2002 - Geluk (vertaald door Henry Kammer) (ISBN 9023404335) (ISBN 9023414756)
- 2004 - Zonsverduistering (vertaald door Robert Kellermann) (IBN 9023412915) (ISBN 9023418069)
- 2006 - Het verdriet van de hanen (vertaald door Henry Kammer) (ISBN 9023419383)
- 2011 - Slingerbeweging (vertaald door Mari Alföldy) (ISBN 9789023458722)